# Stenopogon kherai
Stenopogon kherai är en tvåvingeart som beskrevs av Joseph och Parui 1976. Stenopogon kherai ingår i släktet Stenopogon och familjen rovflugor. Inga underarter finns listade i Catalogue of Life.